# Gisela Marie Augusta Richter
Pour les articles homonymes, voir Richter.
Gisela Marie Augusta Richter (Londres, 15 août 1882-Rome, 24 décembre 1972) est une archéologue américaine d'origine britannique.

## Biographie
Elle étudie à Florence puis, à Rome, devient élève d'Emmanuel Loewy. Elle suit ensuite des cours au Girton College de Cambridge où elle a Katharine Jex-Blake pour professeur.
Membre de la British School at Athens (1904-1905), elle y étudie les vases grecs peints et y devient l'amie de Harriet Boyd-Hawes. Celle-ci l'introduit au Metropolitan Museum of Art de New York, dont elle devient conservatrice du département d'art grec et romain, en 1925. Elle est la première femme à assumer cette fonction aux États-Unis. Elle va ainsi pendant vingt-cinq ans enrichir les collections du Museum, se consacre à la céramique antique et rédige un catalogue.
Après sa retraite en 1952, elle s’installe à Rome où elle devient rédactrice du Handbook of Greek Art (1959). Membre de l'American Academy in Rome, de l'Académie pontificale romaine d'archéologie et de l'Académie des Lyncéens, son appartement à Rome devient un véritable cercle d'archéologues universels.

## Travaux
- Greek, Etruscan and Roman Bronzes, 1915
- Catalogue of Engraved Gems of the Classical Style, 1920
- The Craft of Athenian Pottery, 1923
- Ancient Furniture, 1926
- Handbook of the Classical Collections, 1927
- Sculpture and Sculptors of the Greeks, 1929
- Animals in Greek Sculpture: A Survey, 1930
- Red-Figured Athenian Vases in the Metropolitan Museum of Art, 1936
- Handbook of the Etruscan Collection, 1940
- Ancient Gems from the Evans and Beatty Collections, 1942
- Red-Figured Athenian Vases in the Metropolitan Museum of Art, 1936
- Greek Painting : The Development of Pictorial Representation from Archaic to Graeco-Roman Times, 1944
- Attic Red-Figured Vases, 1946
- A Brief Guide to the Greek Collection, 1947
- Roman Portraits, 1948
- Archaic Greek Art against Its Historical Background, 1949
- Three Critical Periods in Greek Sculpture, 1952
- Attic Black-Figured Kylikes, 1953
- Handbook of the Greek Collection, 1953
- Catalogue of Greek Sculptures, 1954
- Ancient Italy, 1955
- Catalogue of Greek and Roman Antiquities in the Dumbarton Oaks Collection, 1956
- The Archaic Gravestones of Attica, 1961
- Greek Portraits, Latomus, 4 vols., 1955-1964
- The Furniture of the Greeks, Etruscans, and Romans, 1966
- Korai: Archaic Greek Maidens, 1968
- Perspective in Greek and Roman Art, 1970
- Engraved Gems of the Greeks and the Etruscans, Praeger, 1965-1971